# Loup Fogang Tchendjou
Loup Fogang Tchendjou (2 juni 2006) is een Belgisch basketballer.

## Carrière
Fogang Tchendjou speelde in de jeugd van Uccle Europe Basketball en Centre de Formation Wallonie-Bruxelles. In 2023 ging hij spelen voor de jeugdploeg van BC Oostende. In juni 2024 tekende hij een driejarig contract bij Oostende. Hij maakte in het seizoen 2024/25 zijn debuut in de BNXT League voor de eerste ploeg.

## Privéleven
Zijn broer Noah Fogang Tchendjou werd ook een profbasketballer.

## Erelijst
- Belgisch landskampioen: 2025